# Hans Schmidt (Politiker, 1910)
Hans Schmidt (* 6. Januar 1910 in Peine; † 18. Mai 1984 in Burgwedel) war ein deutscher Politiker (SPD) und Mitglied des Niedersächsischen Landtages.

## Leben
Nach dem Besuch der Volksschule wechselte Hans Schmidt auf das Lehrter Realgymnasium. Anschließend besuchte er die Handelshochschule Leipzig und die Leipziger Universität. Er absolvierte eine Ausbildung im kaufmännischen Bereich, arbeitete als kaufmännischer Angestellter und war drei Jahre lang im Ausland tätig. Im Jahr 1931 wurde er Gewerkschaftsmitglied. In dem Mineralöl- und Tankstellenunternehmen Gasolin AG wirkte er in den Jahren 1948 bis 1969 als Betriebsratsvorsitzender, zeitweise auch als Vorsitzender des Gesamtbetriebsrates. Parallel dazu übernahm er in den Jahren 1948 bis 1968 der Vorsitz im SPD-Ortsverein, und er wurde 1948 Gemeinderatsmitglied. In den Jahren 1952 bis 1968 amtierte er als Bürgermeister, wurde ab 1956 in den Kreistag gewählt und im Jahr 1968 Kreisausschussmitglied. Er war Mitglied des NDR-Rundfunkrates ab 1955. Für sein Wirken wurde ihm das Große Verdienstkreuz des Verdienstordens der Bundesrepublik Deutschland überreicht.
Vom 6. Mai 1951 bis 20. Juni 1974 war Hans Schmidt Mitglied des Niedersächsischen Landtages (2. bis 7. Wahlperiode). In der Zeit vom 10. Juni 1963 bis 5. Juni 1967 übernahm er den stellvertretenden Vorsitz der Landtagsfraktion der SPD. Zudem übernahm er vom 29. Oktober 1963 bis 15. Januar 1965 den Vorsitz im Unterausschuss Bäder, und er war Wahlprüfungsausschussvorsitzender in der Zeit vom 21. Juni 1972 bis 20. Juni 1974. 
Er war verheiratet und hat drei Kinder. 